# Disco (àlbum)
Disco és el nom del segon disc del grup de pop electrònic Pet Shop Boys. Va aparèixer per novembre de 1986, vuit mesos després del seu disc de debut, Please.
"Disco" no és, pròpiament, un disc de material nou, sinó que constitueix una col·lecció de remescles de temes ja publicats a "Please" o a les cares B dels senzills que se'n van extreure. Entre els col·laboradors hi ha el productor de hip-hop Arthur Baker i Shep Pettibone, que posteriorment treballaria amb George Michael i Madonna.

## Temes

### 7243 7464502
1. In the Night (Extended mix, d'Arthur Baker) - 6,26
2. Suburbia (Full Horror mix, de Julian Mendelssohn) - 8,55
3. Opportunities (Let's Make Lots of Money) (Version Latina, de Ron Dean Miller i Latin Rascals) - 5,30
4. Paninaro (Italian mix, de Pet Shop Boys i David Jacob) - 8,35
5. Love comes quickly (Mastermix de Shep Pettibone) - 7,35
6. West End girls (Disco mix de Shep Pettibone) - 9,04

## Dades
- Pet Shop Boys són Neil Tennant i Chris Lowe.
- Andy Richards: Fairlight a "Suburbia".
- Gary Barnacle: Saxòfon a "Suburbia".
- Blue Weaver and Khris Kallis: Teclats addicionals a "Opportunities".
- Adrien Cook: Fairlight a "Panninaro".
- Andy Mackay: Saxòfon a "Love comes quickly".